# Nordlig glattbagge
Nordlig glattbagge (Veraphis engelmarki) är en skalbaggsart som beskrevs av Franz 1971. Nordlig glattbagge ingår i släktet Veraphis, och familjen glattbaggar. Enligt den finländska rödlistan är arten otillräckligt studerad i Finland. Enligt den svenska rödlistan är arten otillräckligt studerad i Sverige. Arten förekommer i Övre Norrland. Artens livsmiljö är moskogar.